# 12. januar
12. januar je 12. dan leta v gregorijanskem koledarju. Ostaja še 353 dni (354 v prestopnih letih).

## Dogodki
- 1848 – izbruhne revolucija v Palermu na Siciliji
- 1866 – v Londonu ustanovijo Kraljevo zrakoplovno družbo
- 1879 – v Trstu ustanovljeno Slavjansko delavsko podporno društvo
- 1904 – začetek upora Hererov proti nemškim kolonialnim oblastem
- 1943 – v Casablanci se sestaneta Franklin Delano Roosevelt in Winston Churchill
- 1944 – sestaneki Charles de Gaulle-Winston Churchill v Marakešu
- 1945 – Rdeča armada prične ofenzivo v Galiciji
- 1966 – na televiziji se prvič pojavi Batman
- 1984 – sprejet sklep o restavriranju egipčanskih piramid po metodi spojitvenih kock

## Rojstva
- 1562 – Karel Emanuel I., italijanski vojvoda († 1630)
- 1580 – Jan Baptist van Helmont, belgijski (flamski) kemik, fiziolog, zdravnik († 1644)
- 1628 – Charles Perrault, francoski pisatelj († 1703)
- 1729 – Edmund Burke, irsko-britanski filozof, govornik, zgodovinar in državnik († 1797)
- 1746 – Johann Heinrich Pestalozzi, švicarski pedagog († 1827)
- 1780 – Wilhelm Martin Leberecht de Wette, nemški teolog († 1849)
- 1833 – Eugen Karl Dühring, nemški filozof, ekonomist, socialist, kritik marksizma († 1921)
- 1852 – Joseph Jacques Césaire Joffre, francoski maršal († 1931)
- 1863 – Narendranath Dutta - Swami Vivekananda, indijski filozof in mistik († 1902)
- 1873 – Spiridon »Spiros« Louis, grški tekač († 1940)
- 1876:
  - John Griffith Chaney - Jack London, ameriški pisatelj († 1916)
  - Ermanno Wolf-Ferrari, nemško-italijanski skladatelj († 1948)
- 1878 – Ferenc Molnár, madžarski pisatelj († 1952)
- 1893 – Alfred Rosenberg, nemški nacistični uradnik in rasistični ideolog († 1946)
- 1906 – Emmanuel Levinas, francoski filozof in talmudist († 1995)
- 1907 – Sergej Pavlovič Koroljov, ruski raketni inženir († 1966)
- 1908 – José Arcadio Limón, ameriški plesalec, koreograf mehiškega rodu († 1972)
- 1916 – Pieter Willem Botha, južnoafriški politik († 2006)
- 1929 – Alasdair MacIntyre, škotski filozof
- 1936 – Émile Lahoud, libanonski predsednik
- 1949:
  - Pablo Emilio Escobar Gaviria, kolumbijski preprodajalec mamil († 1993)
  - Haruki Murakami, japonski pisatelj in prevajalec
- 1951 – Kirstie Alley, ameriška filmska igralka
- 1956 – Nikolaj Noskov, ruski pevec
- 1955 – Johnny Clarke, jamajški pevec roots rock reggaeja, glasbenik
- 1993 – Zayn Malik, član skupine One direction

## Smrti
- 1140 – Ludvik I., turinški deželni grof
- 1167 – Elred iz Reivaulxa, angleški opat, pridigar, mistik (* 1110)
- 1321 – Marija Brabantska, francoska kraljica (* 1254)
- 1519 – Maksimilijan I. Habsburški, cesar Svetega rimskega cesarstva (* 1459)
- 1665 – Pierre de Fermat, francoski pravnik, matematik, fizik, (* 1601)
- 1674 – Giacomo Carissimi, italijanski skladatelj (* 1605)
- 1685 – Daniello Bartoli, italijanski zgodovinar, humanist (* 1608)
- 1719 – John Flamsteed, angleški astronom (* 1646)
- 1789 – Lovrenc Bogović, gradiščanski (hrvaški) pisatelj in frančiškanski redovnik (* 1723)
- 1829 – Karl Wilhelm Friedrich von Schlegel, nemški pesnik, kritik, učenjak (* 1772)
- 1887 – Fran Erjavec, slovenski naravoslovec, pisatelj (* 1834)
- 1909 – Hermann Minkowski, nemški matematik, fizik (* 1864)
- 1916 – Alfred Theophil Holder, avstrijski jezikoslovec (* 1840)
- 1927 – Otokar Rybář, slovenski politik in diplomat češkega rodu (* 1927)
- 1940 – Einar Benediktsson, islandski pesnik (* 1864)
- 1963 – Ramón Gómez de la Serna, španski pisatelj (* 1888)
- 1964:
  - Franc Kimovec, slovenski skladatelj (* 1878)
  - Fran Ksaver Meško, slovenski duhovnik, pisatelj (* 1874)
- 1972 – František Čap, češko-slovenski filmski režiser (* 1913)
- 1976 – Agatha Christie, angleška pisateljica (* 1890)
- 1980 – Finn Ronne, ameriški raziskovalec norveškega rodu (* 1899)
- 1991 – Vasco Pratolini, italijanski pisatelj (* 1913)
- 2001 – William R. Hewlett, ameriški poslovnež (* 1913)
- 2003 – Leopoldo Fortunato Galtieri, argentinski diktator (* 1926)
- 2009 – Arne Næss, norveški filozof in ekolog (* 1912)
- 2010 – Daniel Bensaid, francoski filozof, politični aktivist (* 1946)

## Prazniki in obredi
- dan vojnega letalstva Slovenske vojske

## God
- sveti Benedikt Biscop
- sveti Anton Marija Pucci